# Seiffener Kirche

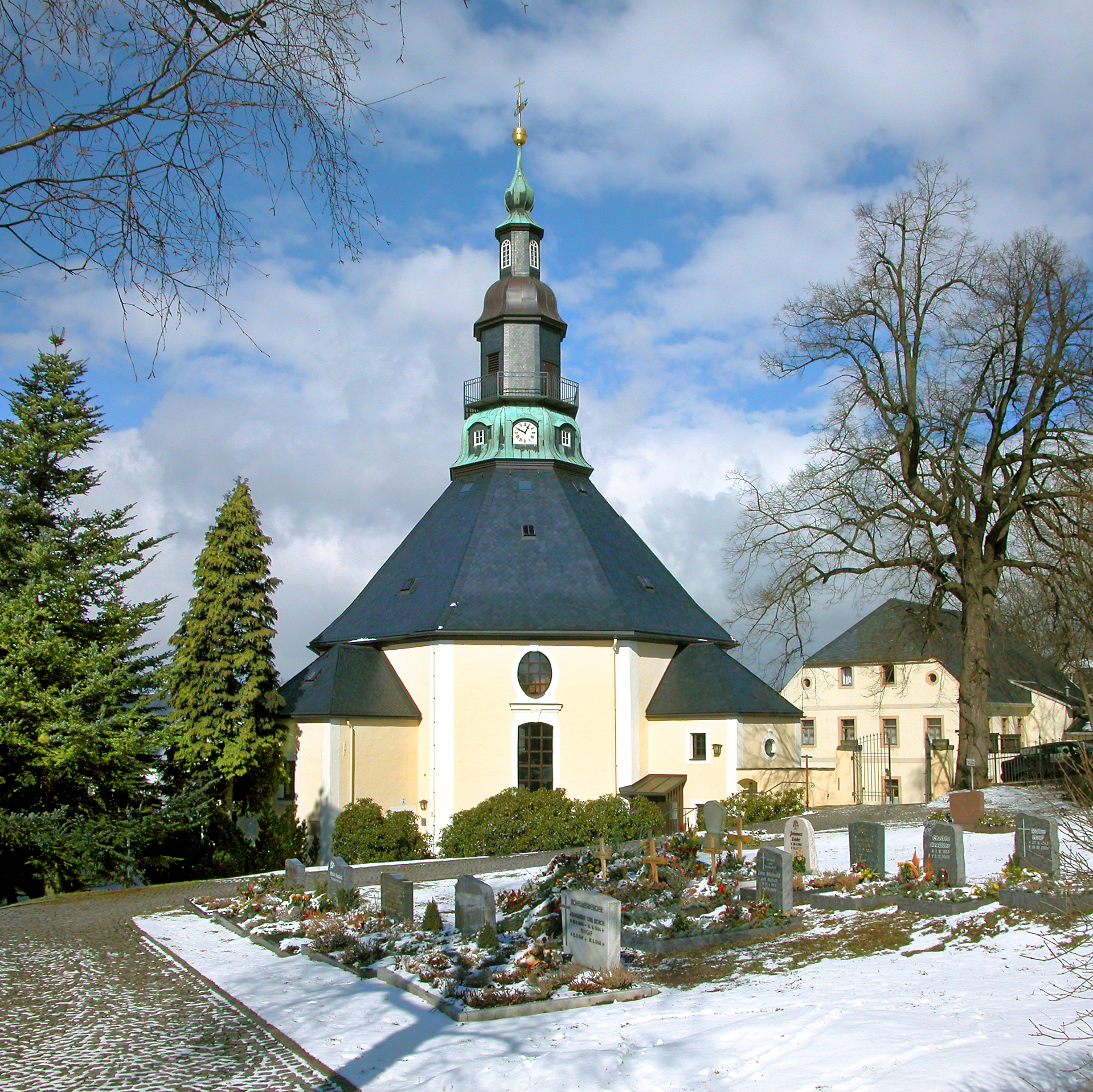
Seiffener Kirche – Außenansicht

Die Seiffener Kirche, oder wie sie offiziell heißt, Bergkirche Seiffen, ist die evangelisch-lutherische Kirche in der Gemeinde Seiffen im Erzgebirgskreis in Sachsen. Sie ist das Wahrzeichen des Ortes und ein beliebtes Motiv der Erzgebirgischen Volkskunst.

## Baugeschichte
Die Seiffener Kirche steht auf einem Bergvorsprung in der Ortsmitte. Der Überlieferung nach hat hier erstmals um 1570 eine kleine Kapelle gestanden, die im Frühjahr 1776 wegen Baufälligkeit abgerissen wurde. Nach einem Plan des in Kreischa bei Dresden ansässigen Christian Gotthelf Reuther (1742–1795), der sich die Dresdner Frauenkirche zum Vorbild nahm, wurde die neue Kirche von 1776 bis 1779 im Grundriss eines Oktogons errichtet. Die neue Bergkirche wurde am 7. November 1779 durch Superintendent Christoph Gottlob Grundig aus Freiberg geweiht. Über dem Eingang der Kirche, die als ein Zeugnis der Frömmigkeit der Bergleute gilt, befindet sich die Weihinschrift: „Zur Ehre Gottes und zum Heil der Menschen“. Auf der Wetterfahne der Kirche steht eine aus Bronze gegossene Bergmannsfigur, die auf den Zinnbergbau verweist, dem der Ort Seiffen seine Entstehung verdankt.

## Ausstattung
Aus der Erbauungszeit stammen der für sächsische Barockkirchen typische Kanzelaltar und die beiden Beichtstübchen links und rechts vom Altar. Aus der Vorgängerkirche übernommen wurden das Trostkreuz an der Säule neben dem Altar und der ein wohl aus der Glashütte Heidelbach stammender Glasleuchter. Einige Teile davon sind vermutlich in dem über dem Tauftisch befindlichen Leuchter bis heute erhalten. Die anderen drei Glasleuchter stammen aus den Jahren 1784, 1815 und 1884 und wurden in böhmischen Glashütten gefertigt. Im Jahr 1798 erfolgte die Erweiterung der Westempore für die erste Orgel. 1833 wurde die Anzahl der Sitzplätze durch Einbau zweier Logen und der umlaufenden Empore im Altarraum auf heute circa 500 erhöht. Die Jahreszahlen unter der Orgelempore geben in Kurzform die Baugeschichte der Kirche wieder. Über dem Haupteingang der Kirche hängt ein altes Sargauflegekreuz. Mit der rückseitigen Inschrift „Bergknappschaft Seiffen 1688“ verweist es auf die 1686 erstmals urkundlich erwähnte Seiffener Bergknappschaft. Bergmann und Engel mit Lichtern in der Hand am Haupteingang der Kirche erinnern daran, dass der Ort Seiffen von der Weihnachtsfreude lebt. Die beiden Wappen im Altarraum erinnern an die Familie von Schönberg auf Schloss Purschenstein, die lange als Patrone der Kirche wirkten, und an das bis 1849 bestehende Seiffener Bergamt.

## Orgel
Die heutige Orgel wurde 1873 von den Gebrüdern Poppe aus Roda gebaut und am 14. August 1873 eingeweiht. Im Jahr 1959 wurde die Disposition durch Reinhard Schmeisser verändert, 1982/1983 erfolgte eine Überholung durch Eule Orgelbau Bautzen, 1999 durch Jehmlich Orgelbau, 2019 eine Reinigung und Neuintonation durch Orgelbauer Frank Peiter, Lengefeld. Die Disposition lautet wie folgt:
| I Hauptwerk C–f3 |       |
| Bordun           | 16′   |
| Principal        | 8′    |
| Lieblichgedackt  | 8′    |
| Viola di Gamba   | 8′    |
| Octave           | 4′    |
| Spitzflöte       | 4′    |
| Quinte           | 2 ⁄3′ |
| Octave           | 2′    |
| Mixtur IV        |       |

| II Oberwerk C–f3 |    |
| Hohlflöte        | 8′ |
| Rohrflöte        | 4′ |
| Principal        | 2′ |
| Terzcimbel III   |    |

| Pedal C–d1    |     |
| Subbass       | 16′ |
| Principalbass | 8′  |
| Posaune       | 16′ |

- Koppeln: II/I, I/P
- Nebenregister: Zimbelstern, Calcantenruf

## Geläut
Das Geläut besteht aus drei Gussstahlglocken. Der Glockenstuhl besteht aus einer Stahlkonstruktion. Die Kirchenglocken wurden 1920 neu eingebracht, nachdem die beiden größeren der Vorgängerglocken von 1849 (Bronze, Glockengießerei Große, Dresden) im Ersten Weltkrieg für Rüstungszwecke zerstört und eingeschmolzen wurden. Die kleinste der drei Bronzeglocken wurde später an die Kirchgemeinde Lauterbach verkauft und läutet dort in der Wehrgangkirche. Die neuen Stahlglocken wurden 1919 von dem ortsansässigen Fabrikanten Theodor Morgenstern gestiftet.
Im Folgenden eine Datenübersicht des Geläutes:
| Nr. | Gussdatum | Gießer                          | Material  | Durchmesser | Gewicht | Schlagton |
| --- | --------- | ------------------------------- | --------- | ----------- | ------- | --------- |
| 1   | 1919      | Glockengießerei Bochumer Verein | Gussstahl | 915 mm      | 340 kg  | h′        |
| 2   | 1919      | Glockengießerei Bochumer Verein | Gussstahl | 800 mm      | 230 kg  | d″        |
| 3   | 1919      | Glockengießerei Bochumer Verein | Gussstahl | 675 mm      | 145 kg  | f″        |

## Bedeutung

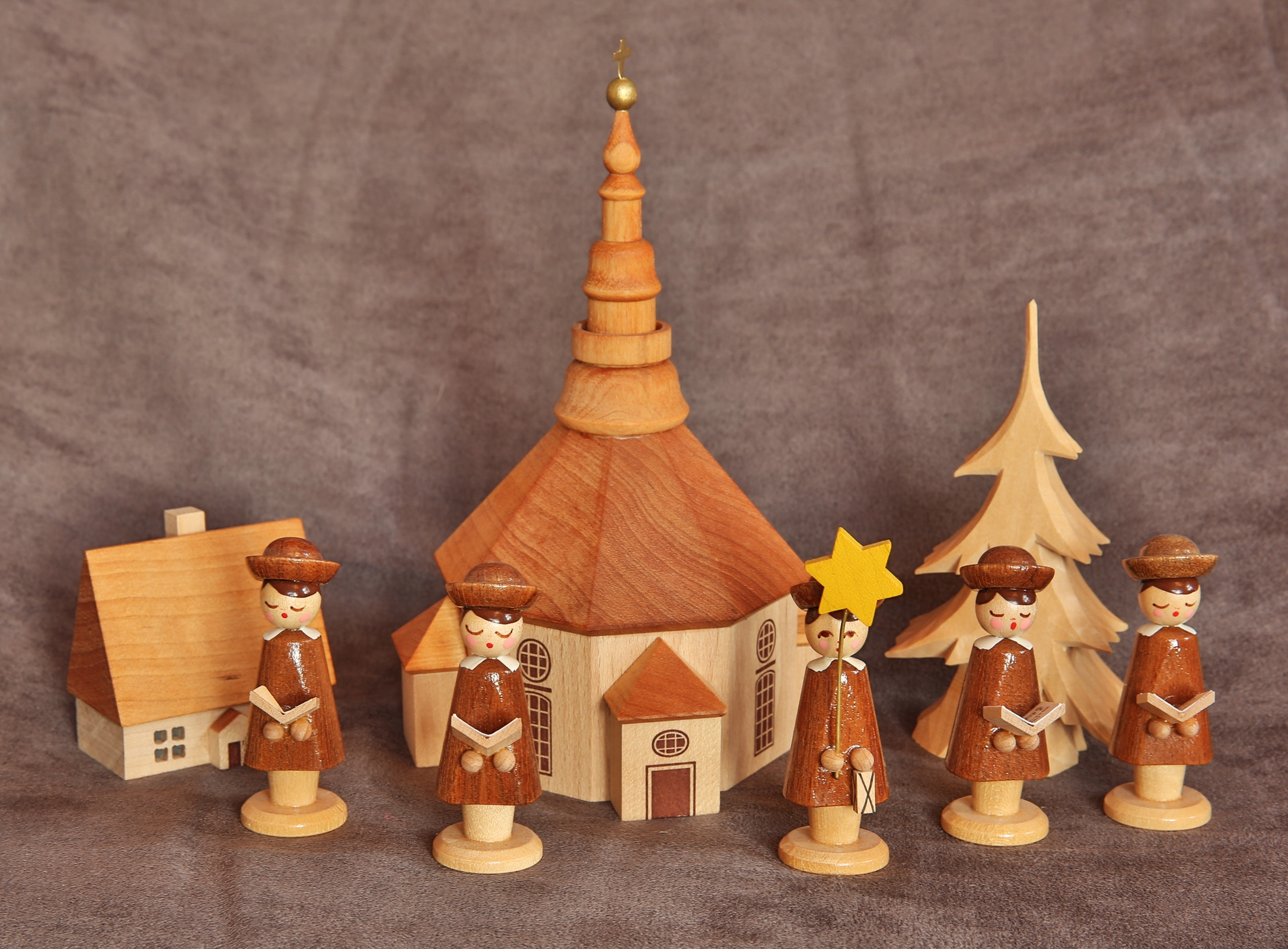
Die Seiffener Kirche als Motiv der Erzgebirgischen Volkskunst

Die Kirche ist zweifellos die am häufigsten in Holz dargestellte Kirche der Welt. Lichterkirche wird sie genannt, weil sie bis 1959 fast ausschließlich von Kerzen beleuchtet wurde. Sie gilt als eine beliebte Hochzeitskirche. 2009 wurde sie von Besuchern aus 27 Ländern besucht.